# Veliki bosanski ustanak
Veliki bosanski ustanak bio je ustanak bosanskih feudalaca (ajana, aga i begova) na čelu s Huseinom-kapetanom Gradaščevićem (Zmaj od Bosne) protiv reformi u Osmanskom Carstvu koje je provodio sultan Mahmud II. Reforme su obuhvaćale ukidanje janjičara, odnosno dokidanje oduzimanja i otimanja kršćanske djece koja se islamiziraju i odgajaju za janjičare, ukidanje ajanluka i uvođenje redovne vojske (nizam) kontrolirane iz Istanbula. To je za Bošnjake iz ajanluka značilo ostanak bez posebnoga statusa, povlastica i poticaja iz Carigrada koje su dobivali za čuvanje granice te uvođenje poreza i za njih.

## Pozadina
Nova politika Visoke Porte značila je uspostavu drastičnih reformi koje su pogađale visoko plemstvo i dužnosnike u Bosni i Hercegovini. Svim muslimanskim prvacima u Bosni i Hercegovini to nije bilo u prilog, ni agama, begovima ni kapetanima. Kapetani zabrinuti za svoje koristi održali su 1830. sastanak u konacima Husein-kapetana Gradaščevića te 5. veljače 1831. godine i u Tuzli, u konaku kod tuzlanskog kapetana Mahmud-paše Tuzlića, djeda Bakir-bega Tuzlića. Oduprijeti se reformama pobunom bio je zaključak, a izabrani vođa otpora bio je Husein-kapetan Gradaščević. Urotnici su bili isprve uspješni, ali vođu su im uhvatili na prijevaru.
Hercegovački veleposjednici na čelu s Ali-paša Rizvanbegovićem bili su za reforme koje je provodio sultan i imali su presudnu ulogu u suzbijanju ustanka u Bosni, zbog zasluga je Ali-paša Rizvanbegović dobio na upravu Hercegovački sandžak koji je 1833. odvojen od Bosne i uzdignut na razinu Pašaluka.
Ustanak je počeo 29. ožujka 1831., završio djelomičnim vojnim, ali ne i političkim uspjehom. Gradaščević je s bosanskom vojskom došao do Kosova i doline rijeke Vardara, odakle se vratio nakon što mu je sultan dao obećanje da će dati autonomiju Bosni i vratiti teritorije Bosne koje je dao Srbiji. Na kraju sultanova obećanja nisu ispunjena.
Reforme koje su se odnosile na ajanske feude je konačno surovo i učinkovito proveo Omer-paša Latas 1850. godine kada je pobio sve ranije ajane. Samo u prvim borbama izginulo je oko 2500 ustanika.
Poslije uhićenja te skupine, Omer-paša se niz Bosnu borio kod Vranduka. Glavni vođa bio je Tosun-beg Zaimović koji se ondje ranio i došao kući. Ozdravivši, zaputio se ka Kladnju na Ibrahim-pašu, koji je iz Sarajeva došao preko Kladnja i zapalio cijeli Kladanj i pošao ka Tuzli. Zadržao ga je kod Doboja s Tuzlacima. Na Brlošcima blizu današnjih Stupara ušao u boj s hadži-Tosun-begom. U žestokoj bitci Tosun-beg blokirao ga je i dosta zadržao. U isto vrijeme, Latas je išavši s nizamom niz rijeku Bosnu preko Modriče na Doboru i prešao na Bosni u ovaj okrug, a odatle, preko Bijele, i uz rijeku Tinju, ispod Srebrenika sve do sela Dragunje i odatle preko Turske Obodnice došao pred Donju Tuzlu u akšam gdje se utaborio na brdu Kozlovcu i Kicelju. Topništvo je razmjestio na Kicelju i cijevi okrenuo ka Tuzli. Zaprijetio je razaranjem grada te je sutradan prisilio gradsku obranu na predaju. U narodu je od opsade ostala pjesma Donju Tuzlu opasala guja(Omer-pašina armija). Nakon zaposjedanja Tuzle, Latasu je u Donju Tuzlu stigla vijest da je Tosun-beg napao Latasovu vojsku oko Kladnja. Odmah je napustio Tuzlu i krenuo ka Kladnju odblokirati i spasiti Ibrahim-pašu.
Gospodar Podrinja i Posavine Mahmud-paša Tuzlić nije čekao pad, nego se sklonio preko granice u Hrvatsku, u Vinkovce. U Hrvatskoj se zadržao nekoliko mjeseci. Latas ga je namamio lažnim obećanjem o amnestiji. Tuzlić je povjerovao i došao. Latas je prekršio danu riječ, zarobio Tuzlića, prisvojio ogromno Tuzlićevo blago i u ponižavajućoj koloni sproveo ga u Sarajevo. Tuzlića je poslije prognao na Rodos, na kojemu je završio i Šemsi-beg Tuzlić. Nakon Omer-pašina pohoda, njegova je pobjednička vojska opljačkala nekretnine begova. Da bi držao narod u pokornosti i spriječio nove pobune, Latas je naredio oduzimanje oružja civilima, što je nedugo zatim izazvalo novu pobunu u Hercegovini 1851. godine.
Latas je surovo i učinkovito proveo reforme koje su se odnosile na ajanske feude do 1851. godine. Bosanskom begovatu slomljen je životni oslonac, uništena bosanska autonomija, što je pogodovalo novim velikim previranjima, bunama i ustancima kršćanskih podanika 1875./1876. Ishod je bila Velika istočna kriza, Rusko - osmanski rat i Berlinski kongres, na kojemu je Austro-Ugarska dobila mandat za upravu nad BiH. Godine 1878. Austro-Ugarska zaposjela je BiH, ali nije naišla na očekivano snažniji otpor zbog izmorenosti protivnika zaposjedanja međusobnim višedesetljetnim sukobima.